# William Gosse

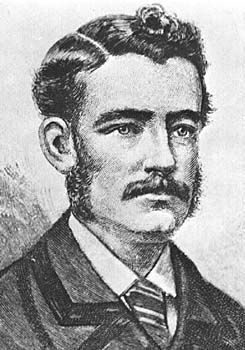
William Gosse.

William Christie Gosse (Hertfordshire, 1842 - 12 de agosto de 1881) fue un explorador inglés de Australia.
Nació en Inglaterra, pero en 1850 emigró con sus padres a Adelaida, Australia, donde estudió topografía. A partir de 1859 trabajó para el gobierno de Australia Meridional. 
En 1873 fue empleado por el gobierno colonial británico para explorar la zona oeste de Alice Springs, lo que le llevó al descubrimiento de Ayers Rock, formación rocosa que los aborígenes conocían como Uluru y que él rebautizó en honor de Henry Ayers, quien posteriormente fue gobernador de Australia Meridional.